# Aysgarth Falls
Aysgarth Falls er serie af vandfald i den engelske flod Ure i Yorkshire Dales i North Yorkshire i det nordlige England. De strækker sig over næsten halvanden kilometer, og har meget høj vandgennemstrømning i vådt vejr. Aysgarth Falls er opdelt i tre større fald.
Vandfaldene har tiltrukket besøgende i mere end to århundreder. John Ruskin, J.M.W. Turner og William Wordsworth er blandt dem, der har besøgt stedet og har beskrevet stedet i lyriske vendinger. En scene i Robin Hood – Den Fredløse blev indspillet ved det øverste vandfald. 
Langs vandfaldene går det stier med udsigt over floden. Området har en rig flora og fauna og indgår i områdets nationalpark. 
I den britiske tv-serie Seven Natural Wonders blev Aysgarth Falls udpeget som et af Englands syv naturvidundere.

## Galleri
|  |  |  |

## Eksterne links
- Wikimedia Commons har flere filer relateret til Aysgarth Falls

54°17′37″N 1°58′56″V / 54.293636111111°N 1.9822222222222°V